# Librecambismo

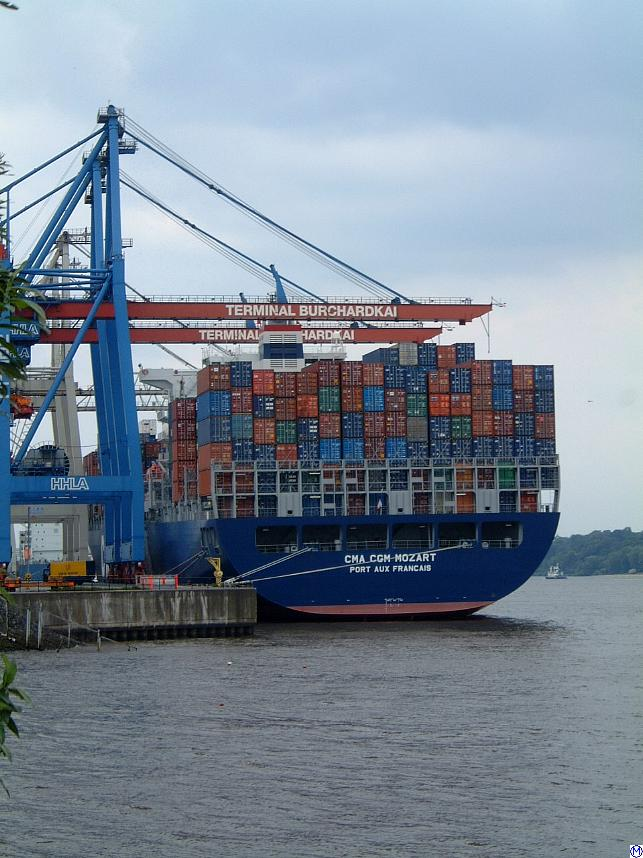
Un buque portacontenedores y su cargamento en los muelles de Hamburgo, Alemania.

El librecambismo es la doctrina económica que promulga el librecambio, esto es, la no intervención estatal en el comercio internacional, permitiendo que los flujos de mercancías se gobiernen por las ventajas de cada país y la competitividad de las empresas, y suponiendo que con ello se producirá una adecuada distribución de los bienes y servicios, así como una asignación óptima de los recursos económicos a escala planetaria. Es la extensión más allá de los mercados nacionales de los principios del mercado libre o liberalismo económico (laissez faire). Se opone al proteccionismo.

## Planteo general
El librecambismo es considerado como el primer capitalismo y plantea la libertad absoluta de negocio y comercio frente a las rigideces de la economía del Antiguo Régimen.
La formulación teórica del librecambismo no se ha correspondido nunca con una aplicación práctica. Las distintas políticas económicas de los distintos Estados han mantenido siempre un componente de proteccionismo, más o menos intenso. Las áreas económicas más fuertemente ajenas al librecambismo han sido tradicionalmente las agrícolas. Junto a ellas, las industrias nacionales básicas y las estratégicas han recibido un singular apoyo. El librecambismo ha desplegado mayor efecto en los intercambios de mercancías no esenciales.
Las restricciones al librecambismo se han efectuado tradicionalmente de diversas formas: mediante la imposición de aranceles a las importaciones, proteccionismo a determinadas industrias y a la agricultura mediante la concesión de ayudas o subvenciones directas o indirectas, fijación de precios, regulación del mercado laboral o preferencia en la adquisición por parte del Estado de los productos locales.